# Самбір (гміна)
Гміна Самбір — колишня (1934—1939 рр.) сільська ґміна Самбірського повіту Львівського воєводства Польської республіки (1918—1939) рр. Центром ґміни було місто Самбір, яке не входило до її складу.

1 серпня 1934 р. було створено ґміну Самбір у Самбірському повіті. До неї увійшли сільські громади: Березьніца Рустикальна, Березьніца Шляхецка, Чукєв, Домбрувка, Ольшанік, Радловіце, Стжалковіце, Угерце Заплатиньскє, Ваньовіце, Заднєстже.
  
У 1934 р. територія ґміни становила 104,03 км². Населення ґміни станом на 1931 рік становило 11 681 особа. Налічувалось 2 127 житлових будинків. 

На початку Другої світової війни в першій середині вересня 1939 р. територія ґміни була зайнята німецькими військами, але відповідно до Пакту Молотова — Ріббентропа 26 вересня територія ґміни була передана СРСР. Ґміна ліквідована в 1940 р. у зв’язку з утворенням району.